# Paphiopedilum rothschildianum
Paphiopedilum rothschildianum es una especie  de la familia de las orquídeas. 

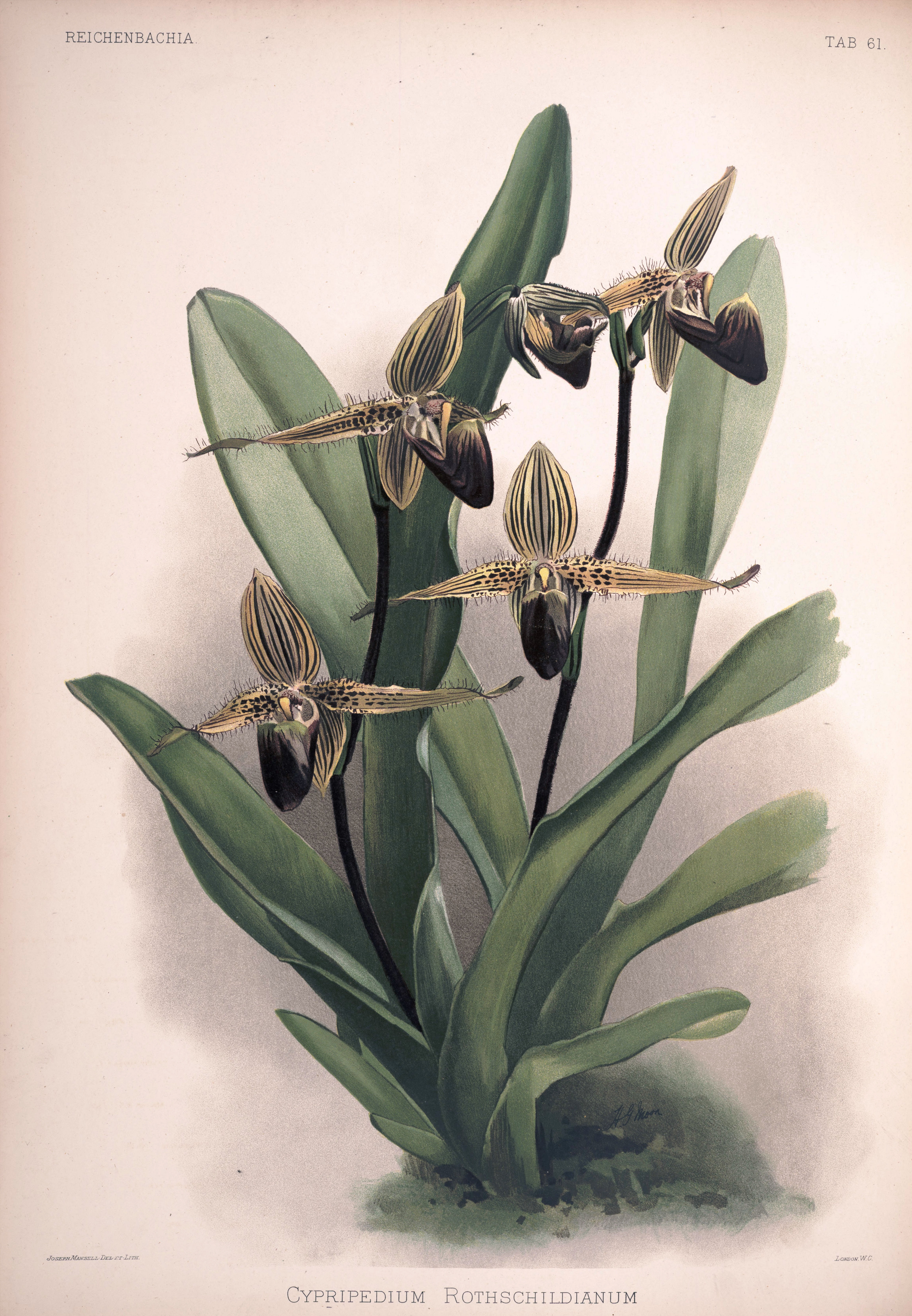
Ilustración

## Descripción
Presenta varias hojas acintadas que alcanzan 60 cm de largo y 5 cm de ancho. La inflorescencia de hasta 45 cm de largo, tiene de 2 a 4 flores de unos 30 cm de diámetro. El cultivo es igual al del género, pero se recomienda más luz. Es una de las flores más caras del mundo, puesto que desde que la semilla se planta hasta que nace la flor pasan 15 años.

## Distribución
Esta gran especie amacollada solo crece en el monte Kinabalu, en Borneo en altitudes bajas en tierra y camas de roca. Se considera una de las especies de orquídea en mayor peligro del mundo, puesto que solo se da en dos sitios y está muy solicitada.

## Taxonomía
Paphiopedilum rothschildianum fue descrita por (Rchb.f.) Stein y publicado en Botanische Jahrbücher für Systematik, Pflanzengeschichte und Pflanzengeographie 19: 41. 1895.
Etimología
El nombre del género viene de « Cypris», Venus, y de "pedilon" = "zapato" o "zapatilla" en referencia a su labelo inflado en forma de zapatilla.
rothschildianum; epíteto otorgado en honor de la familia de banqueros Rothschild.
Sinonimia
- Cypripedium rothschildianum Rchb.f. (1888) (Basionymum)
- Cordula rothschildiana (Rchb.f.) Rolfe (1912)
- Cypripedium elliottianum O'Brien (1888)
- Cypripedium neoguineense Linden (1888)
- Paphiopedilum elliottianum (O'Brien) Stein (1892)
- Paphiopedilum rothschildianum var. elliottianum (O'Brien) Pfitzer (1903)[3][4]